# تریکلیدوس
تریکلیدوس (نام علمی: Tricleidus) نام یک سرده از تیره کریپتپکلیدیدیا است.